# Liste des épisodes des Razmoket
Cette page présente la liste des épisodes de la série télévisée Les Razmoket.

## Liste des épisodes

### Pilote (1990)
1. (Tommy Pickles and the Great White Thing)

### Première saison (1991-92)
1. Joyeux Anniversaire (Tommy's First Birthday)
2. Vive le barbecue / Un bébé dans la soupe (Barbecue Story / Waiter, There's a Baby in My Soup)
3. Vive le cinéma / La Grande Fête (At the Movies / Slumber Party)
4. Drôle de bébé / Un bon petit (Baby Commercial / Little Dude)
5. Le Concours de beauté / Le Roi du stade (Beauty Contest / Baseball)
6. Sans rancune / Drôle d'élan (Ruthless Tommy / Moose Country)
7. Les Dents de Papi / Trop, c'est pas assez (Grandpa's Teeth / Momma Trauma)
8. Robot, toi-même / Un paquet cadeau (Real or Robots? / Special Delivery)
9. Horrible friandise / Garage hanté (Candy Bar Creep Show / Monster in the Garage)
10. Le Pleurnichard / Drôle de panique (Weaning Tommy / Incident in Aisle Seven)
11. Football junior / Le Procès (Touchdown Tommy / The Trial)
12. Hubert a des ennuis / Le Train fantôme (Fluffy vs. Spike / Reptar's Revenge)
13. Le Grand Canyon / Bébé commando (Graham Canyon / Stu-Maker's Elves)

### Deuxième saison (1992-93)
1. Le Palais des jouets / Quel cauchemar (Toy Palace / Sand Ho!)
2. Et tu deviendras grand / Enfin ensemble (Chuckie vs. the Potty / Together at Last)
3. La Taille / La Piqûre (The Big House / The Shot)
4. Duel à OK berceau / Je ris de me voir si beau (Showdown at Teeter-Totter Gulch / Mirrorland)
5. Angelica est mordue / Une montagne de glace (Angelica's in Love / Ice Cream Mountain)
6. Les Débiles / Tout doit disparaître (Regarding Stuie / Garage Sale)
7. Que la lumière soit / Le Coup de la banque (Let There Be Light / The Bank Trick)
8. Réunion de famille / Un amour de grand-père (Family Reunion / Grandpa's Date)
9. Y'a un os / Une journée à la plage (No Bones About It / Beach Blanket Babies)
10. Reptar / Aime ton voisin (Reptar on Ice / Family Feud)
11. Binoclar super héros / Le Toilettage (Superhero Chuckie / The Dog Broomer)
12. Tante Myriam / L'Aventure intérieure (Aunt Miriam / The Inside Story)
13. Merci docteur / Les grandes personnes (A Visit from Lipschitz / What the Big People Do)
14. Super Noël / Un Noël pépère (The Santa Experience)
15. Les visiteurs de l'espace / On a volé un Razmoket (Visitors from Outer Space / The Case of the Missing Rugrat)
16. Où sont mes lunettes ? / Le Putois (Chuckie Loses His Glasses / Chuckie Gets Skunked)
17. Raminagroter / Vive Couette-Couette (Rebel Without a Teddy Bear / Angelica the Magnificent)
18. Les Voisins / La Boîte (Meet the Carmichaels / The Box)
19. Au bain / Vive la mariée (Down the Drain / Let Them Eat Cake)
20. La poupée disparue / L'Ami Barney (The Seven Voyages of Cynthia / My Friend Barney)
21. Le monstre / Hubert le chien magique (Feeding Hubert / Spike the Wonder Dog)
22. Le toboggan / À l'eau, à l'eau (The Slide / The Big Flush)
23. Le championnat / Angelica la fugueuse (King Ten Pin / Runaway Angelica)
24. Réponse pour une championne / Les grands-parents (Game Show Didi / Toys in the Attic)
25. La Binocle / La colère d'Angélica (Driving Miss Angelica / Susie vs. Angelica)
26. Une dent contre nous / Une fête d'enfer (Tooth or Dare / Party Animals)

### Troisième saison (1993-95)
1. Le Bétanounours / Séparez les Grumeaux (Dummi Bear Dinner Disaster / Twins Pique)
2. La première coupe de cheveux / Les jolies colonies de vacances (Chuckie's First Haircut / Cool Hand Angelica)
3. Le progrès d'Angélica / On joue au docteur ? (Tricycle Thief / Rhinoceritis!)
4. Papi fait des siennes / Vive le camping (Grandpa Moves Out / The Legend of Satchmo)
5. Bébé circus / Histoire d'œuf (Circus Angelicus / The Stork)
6. Le bébé invisible / Courage, fuyons ! (The Baby Vanishes / Farewell, My Friend)
7. Le Vœu maléfique / Fausse Fracture (When Wishes Come True / Angelica Breaks a Leg)
8. Les Monstres sont lâchés / Frères ennemis (The Last Babysitter / Sour Pickles)
9. Le dinosaure du futur / Pas de papa sans bébé (Reptar 2010 / Stu Gets a Job)
10. Donner c'est donner / La monnaie de la pièce (Give and Take / The Gold Rush)
11. Chacun son film / Tous des clowns (Home Movies / The Mysterious Mr. Friend)
12. Les menottes / Blizzard vous avez dit blizzard (Cuffed / The Blizzard)
13. Destination lune / L'anniversaire d'Angélica (Destination: Moon / Angelica's Birthday)
14. Princesse Angélica / Un couple souple (Princess Angelica / The Odd Couple)
15. Tous nus, les bébés / Le club secret (Naked Tommy / Tommy and the Secret Club)
16. Sous le lit / Le bébé milliardaire (Under Chuckie's Bed / Chuckie is Rich)
17. La Journée d'une maman / La vie est belle (Mommy's Little Assets / Chuckie's Wonderful Life)
18. Marche ou rêve / Drôle de paire (In the Dreamtime / The Unfair Pair)
19. Danse avec les poux / Au chien qui fugue (Chuckie's Red Hair / Spike Runs Away)
20. L'extraterrestre / Proprement dit (The Alien / Mr. Clean)
21. Le cauchemar d'Angélica / La méga couche (Angelica's Worst Nightmare / The Mega Diaper Babies)
22. L'enfant d'en face / Parents contre enfants (New Kid In Town / Pickles Vs. Pickles)
23. Télé bébé / Le déluge (Kid TV / The Sky is Falling)
24. Ce cher Marcel / Plus de gâteaux pour Angélica (I Remember Melville / No More Cookies)
25. Premier amour / Première rencontre (Cradle Attraction / Moving Away)
26. Les Aventures de Moïse Casse Bonbons (A Rugrats Passover)

### Quatrième saison (1996-97)
1. La Fête Juive (Chanukah)
2. La Fête des Mères (Mother's Day)
3. Les Bébés d'Hubert / La Varicelle (Spike's Babies / Chicken Pops)
4. Vive la radio ! / La Médium (Radio Daze / Psycho Angelica)
5. La Folie des vidéos / Les Jeux olympiques (America's Wackiest Home Movies / The 'Lympics)
6. Problèmes de voiture / Coup de soleil (The Carwash / Heat Wave)
7. Le Dragon / La Binocle est enrhumé (Faire Play / The Smell of Success)
8. Le Nettoyage de printemps / Couette-Couette va à l'école (Dust Bunnies / Educating Angelica)
9. Et une limonade, une ! / Prête-moi ta robe (Angelica's Last Stand / Clan of the Duck)
10. Sois un homme, mon fils ! / Le Concours de peinture (Potty Training Spike / The Art Fair)
11. De drôles de nuages / La Pêche (Send in the Clouds / In the Naval)
12. Le Matelas / Le Concert (The Mattress / Looking for Jack)
13. La Rançon / La Tortue (Ransom of Cynthia / Turtle Recall)
14. Allo, Couette-Couette ? / Où est le père Noël ? (Angelica Orders Out / Let it Snow)
15. Y'a que la vérité qui compte / Le trésor (Angelica Nose Best / The Pirate Light)

### Cinquième saison (1997-98)
1. Les vacances à Las Vegas (A Rugrats Vacation)
2. Tu peux garder mon chat / Le Marchand de sable (Babysitting Fluffy / Sleep Trouble)
3. Le Bobo / Tu deviendras grand, mon fils (The First Cut / Chuckie Grows)
4. Les Bébés au far-West / Prête-moi tes chaussures (The Wild Wild West / Angelica For a Day)
5. Couette-Couette devient célèbre / Jonathan garde les enfants (The Word of the Day / Jonathan Babysits)
6. Les Malheurs de grand-père / Histoires de chance (Grandpa's Bad Bug / Lady Luck)
7. Coupable ou non coupable / Des bébés turbulents (Crime and Punishment / Baby Maybe)
8. Le Coup de foudre / Tout ça pour une voiture ! (He Saw, She Saw / Piggy's Pizza Palace)
9. Drôle de motard / Grand-père, où es-tu ? (Uneasy Rider / Where's Grandpa?)
10. Le Hoquet / L'Automne (Hiccups / Autumn Leaves)
11. Rends-moi mon ballon ! / La Partie de poker (Fugitive Tommy / Visiting Aunt Miriam)
12. Sauvons Reptor ! / Joyeux Anniversaire ! (Journey to the Center of the Basement / A Very McNulty Birthday)
13. D'où tu viens ? / Le Nouveau Petit Frère (The Family Tree)
14. Devine qui vient dîner ? (The Turkey Who Came to Dinner)

### Film (1998)
Dans le premier film des Razmoket, Tommy Cornichon fait la connaissance de son nouveau petit frère et se perd en forêt accompagné de ses amis.

### Sixième saison (1999-2001)
1. Le Petit Frère de La Binocle / La Fusée (Chuckie's Duckling / A Dog's Life)
2. La Chrysalide / La Sœur d'Angélica (Chuckerfly / Angelica's Twin)
3. Le Livre de bébé / Les Grands Enfants (Raising Dil / No Naps)
4. Les Hommes de la maison / Le Nouveau Jean Roger (Man of the House / A Whole New Stu)
5. Alerte aux requins / Le Gaucher (Submarine / Chuckie's a Lefty)
6. La Pâtisserie / Chauve qui peut ! (Baking Dil / Hair!)
7. Visite au zoo / Le Mariage (Zoo Story / I Do)
8. Le Bébé magique / Une pastèque très enfantine (The Magic Baby / Dil We Meet Again)
9. Touche pas à mes jouets ! / Le Spectacle de Couette-Couette (Hand Me Downs / Angelica's Ballet)
10. Les opposés s'attirent / Drôle de musée (Opposites Attract / The Art Museum)
11. La Jungle / Un week-end à la campagne (The Jungle / The Old Country)
12. La Maison hantée / La Lettre de La Binocle (Ghost Story / Chuckie's Complaint)
13. La Voiture à pédales / Musique ! (Pedal Pusher / Music)
14. La Binocle part de la maison / Le Bal de Couette-Couette (Chuckie's Bachelor Pad / Junior Prom)
15. Un samedi mouvementé / Les lacets (Silent Angelica / Tie My Shoes)
16. Les Futurs Métiers / L'Arche de Noé (What's Your Line? / Two By Two)
17. L'Épidémie / La Cour des grands (All's Well that Pretends Well / Big Babies)
18. Vas-y, grand-père / La Collection de pierre (Wrestling Grandpa / Chuckie Collects)
19. Reptar débloque - partie 1 (Runaway Reptar - Part 1)
20. Reptar débloque - partie 2 (Runaway Reptar - Part 2)
21. Touche pas à mon chien / Votez « Casse Bonbon » (Share and Share a Spike / Tommy for Mayor)
22. Le Grand Frère / Susie, cuisinière (Brothers Are Monsters / Cooking with Susie)
23. La Binocle, policier / Combien, pour grand père ? (Officer Chuckie / Auctioning Grandpa)
24. Bonnie Couette Couette et Clyde Jules / Ne suce pas ton pouce (Partners in Crime / Thumbs Up)
25. Drôle de jardinage / Mauvaises farces (Planting Dil / Joke's on You)
26. Goober contre Reptar / Docteur Susie (Big Showdown / Doctor Susie)
27. Pauvre Binocle / Les Scouts (Accidents Happen / Pee Wee Scouts)
28. Le Nouveau Maillot / Les Bébés cavernes (Chuckie's New Shirt / Cavebabies)
29. Tiens, on a rétréci / La Politesse (The Incredible Shrinking Babies / Miss Manners)
30. La Comédie / Le Groupe célèbre (A Dose of Dil / Famous Babies)
31. Vive la maison (No Place Like Home)
32. Joyeuse Saint Valentin (Be My Valentine)
33. Souvenirs Souvenirs (Discover America)
34. J'adore l'automne (Acorn Nuts & Diapey Butts - Part 1: Diaper Change)
35. Le Roi de la salsa (Acorn Nuts & Diapey Butts - Part 2: Fall Stinks)
36. La Mauvaise nouvelle (Acorn Nuts & Diapey Butts - Part 3: Don't Poop on My Parade)

### Film 2 (2000)
Dans ce second film, les Razmoket font un voyage à Paris. Voulant une maman, la Binocle pense que la princesse de ReptarLand pourrait jouer ce rôle, mais Angelica demanda à une femme cruelle nommée Coco Labouche d’être sa nouvelle mère. Les Razmoket rencontrent Kimi et sa mère Kira, l'assistante de Coco Labouche.

### Septième saison (2001)
1. Coueting Kong / Madame tétine / Le Grand Frère (Angelicon / Dil's Binkie / Big Brother Chuckie)
2. Où es-tu ? / Une drôle de tarte / Des sucreries à gogo (Dil Saver / Cooking with Phil and Lil / Piece of Cake)
3. Où est ma sœur ? / Le Cauchemar d'Hubert / La Pinata (Sister Act / Spike's Nightscare / Cuddle Buddy)
4. Pauvre La Binocle ! (Finsterella)
5. Drôles de pompes / À quoi tu penses ? / La Bande des bébés (Bad Shoes / The World According to Dil and Spike / Wash-Dry Story)
6. La Garderie / Question sans réponse / Faites un vœu (Dayscare / The Great Unknown / Falling Stars)
7. C'est dur de changer / Le Spectacle de magie / La Maison de retraite (Changes for Chuckie / The Magic Show / A Lulu of a Time)
8. La Langue au chat / Une mission périlleuse / De l'air (Cat Got Your Tongue? / The War Room / Attention Please)
9. Le Concours de danse / Le Bain / Une sœur encombrante (And the Winner Is... / Dil's Bathtime / Bigger Than Life)
10. Les Cabinets / Un téléphone diabolique / La Course du temps (Day of the Potty / Tell-Tale Cell Phone / The Time of Their Lives)
11. La Réunion de travail / Un grand frère super / Retour au Japon (My Fair Babies / The Way Things Work / Home Sweet Home)
12. Le Gang des aventuriers / Quel frérot ! / Une journaliste sans scrupule ! (Adventure Squad / The Way More Things Work / Talk of the Town)
13. Visite surprise (A Rugrats Kwanzaa)
14. Dix ans après - 1ère partie (All Growed Up - Part 1)
15. Dix ans après - 2ème partie (All Growed Up - Part 2)

### Huitième saison (2002-04)
1. Chouette, la maternelle (Pre-School Daze)
2. Halloween (Curse of the Werewuff)
3. Hubert se marie (Bow Wow Wedding Vows)
4. Silence, s'il vous plait ! / Les Jeunes retraités (Quiet Please / Early Retirement)
5. Vous êtes à l'antenne / L'allergie (The Doctor Is In / The Big Sneeze)
6. Le maître de l'ennui / Le bateau coule ! (The Fun Way Day / The Age of Aquarium)
7. Les assistants de papa / Une poupée plus vraie que nature (Daddy's Little Helpers / Hello Dilly)
8. La Poupée grandeur nature / Alphonse chez les grands (Cynthia Comes Alive / Trading Phil)
9. Le Grand Voyage (Murmur on the Ornery Express)
10. Lucie retourne à l'école / Faites de beaux rêves (Back to School / Sweet Dreams)
11. Les Premiers Pas / L'assistant de Couette-Couette (A Step at a Time / Angelica's Assistant)
12. Chiots cherchent maîtres / Les aventuriers de la jungle (A Tale of Two Puppies / Okey-Dokey Jones and the Ring of the Sunbeams)
13. Le Sourire retrouvé / Super Couette-Couette (Happy Taffy / Imagine That)

### Neuvième saison (2002-04)
1. Vive les vacances (Club Fred)
2. Des jumeaux parfaits (The Perfect Twins)
3. Le Pays du père Noël - 1ère partie (Babies in Toyland - Part 1)
4. Le Pays du père Noël - 2ème partie (Babies in Toyland - Part 2)
5. Une journée au cirque / Les récompenses (Clown Around / The Baby Rewards)
6. La Princesse Taffy / La poussière de foudre (Diapies and Dragons / Baby Power)
7. Le Match de basket / Le débarras (Bug Off / The Crawl Space)
8. Kimi super star / Qui est Taffy ? (Starstruck / Who's Taffy?)
9. Le Débarquement des martiens / L'écolo en herbe (They Came from the Backyard / Lil's Phil of Trash)
10. Le Docteur Cabotin / L'ouragan "Alice" (Mutt's in a Name / Hurricane Alice)
11. Deux chiens de concours / Taffy n'aime plus Jules (Bestest of Show / Hold the Pickles)
12. Les Soldes / Gilles (Baby Sale / Steve)
13. L'Escalade / L'expérience (The Bravliest Baby / Gimme an "A")
14. La Fontaine / Le gâteau de Kimi (Fountain of Youth / Kimi Takes the Cake)

### Film 3 (2003)
Dans ce troisième film qui est un cross-over avec La Famille Delajungle, les Razmoket rencontrent l’idole de Casse-Bonbon : Nigel Delajungle (mais les bébés entendent Delépingle). Ils se retrouvent dans la jungle d’une ile inconnue et cherchent un moyen de rentrer chez eux tout tentant d'échapper à un féroce léopard.